# Otrantski mučenici
Otrantski mučenici ili Antonio Primaldo i njegovi prijatelji mučenici naziv je za 813 stanovnika iz sela Otranta koji su odbili prijeći na islam nakon što je grad pao u ruke Gedika Ahmet-paše 14. kolovoza 1480.

## Povijest
Turska armada u 150 plovila s 18 000 vojnika krenula je 28. srpnja 1480. godine pod zidine Otranta, grada od 6000 stanovnika. Grad su branili vojnici i civili 15 dana, no 11. kolovoza grad je osvojen.
Osmanlije su tada sve starije od 15 godina ubili, a žene i djeca su odvedeni u ropstvo. Po ulasku je Gedik Ahmet-paša zapovjedio odricanje od kršćanstva i prelazak na islam. Nakon što su oni to odbili, Ahmet-paša s vojnicima ulazi u katedralu i pretvara je u konjušnicu. Nadbiskupu su odrubili glavu i nabili je na kolac te poubijali ostalo svećenstvo.
Među 800 stanovnika koji su preživjeli bio je i krojač Antonio Pezzulla "Primaldo". Svi su odvedeni na brežuljak Minervu, gdje su im odrubljene glave. Prvi je ubijen bio Antonio Primaldo. Iz Otranta je Turke nakon 13 mjeseci protjerala vojska kojoj je na čelu bio Alfonso d’Aragona zajedno s Matijom Korvinom.

## Kanonizacija
1539. godine biskup Antonio de Beccaris otvorio je kanonski proces njihove beatifikacije. 14. prosinca 1771. papa Klement XIV. priznaje ih bžaenicima.
Kongregacije za pitanje svetaca 1994. priznaje rad povijesne biskupske komisije. Časna sestra Francesce Levote zagovarala je 800 otrantskih blaženika za njezino ozdravljenje od raka. Papa Benedikt XVI. 20. prosinca 2012. odobrava dekret o čudu, a 11. veljače 2013. je objavljeno kako će otrantski mučenici biti proglašeni svecima.
Papa Franjo u je 12. svibnja 2013. na Trgu sv. Petra u Rimu predvodio misu kanonizacije.